# Licinia Eucharis
Licinia Eucharis, första århundradet f.Kr., var en skådespelare och sångerska i antikens Rom. 
Hon var slav till en romersk kvinna vid namn Licinia, och blev senare frigiven, en vanlig bakgrund för en scenartist.  Rom tillät till skillnad från Grekland kvinnliga scenartister, men den stora majoriteten av dessa engagerades endast för körsång, dansakter och pantomimer vid festivaler och torg, och endast en liten minoritet skådespelerskor engagerades för talroller vid teatrar.  Licinia Eucharis tillhörde den minoritet skådespelerskor som engagerades vid en framstående teater för hög lön och spelade kvinnliga talroller i klassiska grekiska pjäser framför en elitpublik, något som tydligt framhävs i hennes gravinskription. Hon åtnjöt berömmelse och hennes förmåga sades vara såsom om hon lärt den av muserna själva. 
Hon tillhör den handfull individuella kvinnliga scenartister som är kända från den sena romerska republikens tid, jämsides med Antiodemis från Cyprus,  Arbuscula, Bacchis,  Dionysia, Emphasis, Galeria Copiola, Sammula, Lucceia,  Tertia och Volumnia Cytheris.